# Roger Blin-Stoyle
Roger John Blin-Stoyle (* 24. Dezember 1924 in Leicester; † 31. Januar 2007) war ein britischer theoretischer Kernphysiker.

## Leben
Blin-Stoyle studierte an der University of Oxford, unterbrochen vom Dienst 1943 bis 1946 als Leutnant bei den Fernmeldern. Er war ein Schüler von Maurice Pryce und promovierte 1951 in Oxford in theoretischer Kernphysik bei John Ashley Spiers (Theory of Beta-Decay, Polarised nuclear reactions). Danach arbeitete er unter anderem mit dem Experimentalphysiker Hans von Halban in Oxford. 1953 war er bei Rudolf Peierls (seinem Doktorprüfer) an der University of Birmingham. Danach war er wieder in Oxford, wobei er auch mit John Stewart Bell am nahen AERE zusammenarbeitete (über Mesonenaustausch beim Betazerfall) und in Oxford Victor Weisskopf traf. 1956 wurde er Tutorial Fellow des Wadham College in Oxford. Mit dem Professor für Kernphysik Denys Wilkinson untersuchte er Effekte der Paritätsverletzung in der Nukleonenwechselwirkung im Kern. Nachdem er bei seinem Gastaufenthalt am MIT die im Vergleich zu Oxford modernere Lehre der Physik kennenlernte, wollte er dies auch in England umsetzen und ging an die neu gegründete University of Sussex in Brighton, wo er 1962 Gründungsdekan der School of Mathematical and Physical Science war, was er bis 1968 blieb. Er war Pro-Vice-Chancellor (für Wissenschaft), Deputy Vice-Chancellor und Acting Vice-Chancellor der Universität.
1959/60 war er Gastprofessor am Massachusetts Institute of Technology (auf Einladung von Weisskopf, er arbeitete dort mit Herman Feshbach) und 1960 an der University of California, San Diego in La Jolla.

## Werk
Blin-Stoyle befasste sich vor allem mit der Berechnung von Kernmomenten (Schmidt-Linien und Abweichungen davon), schwacher Wechselwirkung in Kernen und der Verbindung von Teilchenphysik und Kernphysik, zum Beispiel in der Suche nach Effekten von Mesonenaustausch oder Paritätsverletzung (und Verletzung der Zeitumkehrinvarianz) der schwachen Wechselwirkung in Kernen oder zur Messung einer möglichen Ladungsabhängigkeit der Kernkräfte. Er arbeitete eng mit Experimentalphysikern zusammen.

## Ehrungen, Mitgliedschaften, Herausgeberschaft
1976 erhielt er die Rutherford Medal und 1987 wurde er Ehren-Fellow des Wadham College. 1990 wurde er Ehrendoktor der University of Sussex (D. Sc.). 1990 bis 1992 war er Präsident des Institute of Physics und von 1993 bis 1994 der Association of Science Education. Er war Fellow der Royal Society (1976) und in deren Rat. Von 1983 bis 1987 war er auch Vorsitzender des nationalen Komitees, das den Schullehrstoff in Naturwissenschaft begutachtete (School Curriculum Development Committee).
1977 bis 1982 war er Herausgeber der Reports on Progress in Physics.

## Privates
Blin-Stoyle war seit 1949 mit Audrey Elizabeth Balmford verheiratet und hatte einen Sohn und eine Tochter. Er spielte Klavier und Orgel (wo er Unterricht beim Organisten der St. Paul’s Cathedral John Dykes Bower nahm) und war 1948 Associate des Royal College of Music.

## Schriften
- mit Michael Grace Oriented nuclei, Handbuch der Physik, Band 48, 1957, S. 555–610
- Theories of nuclear moments, Oxford University Press 1957
- Fundamental interactions and the nucleus, North Holland 1973
- Nuclear and particle physics, Chapman and Hall 1991
- Theories of nuclear moments, Reviews of Modern Physics, Band 28, 1956, S. 75–101
- Isospin in nuclear beta decay, in Wilkinson (Hrsg.) Isospin in nuclear physics, North Holland 1969, S. 115–172
- mit S. C. K. Nair The fundamentals of beta decay theory, Advances in Physics, Band 15, 1966, S. 493–545
- The nucleus as a laboratory, Contemporary Physics, Band 20, 1979, S. 377–399
- Mesons in nuclei- an introduction, in Mannque Rho, Denys Wilkinson (Herausgeber) Mesons in nuclei, North Holland 1979

Er bearbeitete auch ab 1957 Neuauflagen der Atomic Physics von Max Born, erschienen zuerst 1935.